# Raf Hernalsteen
Raf Hernalsteen (24 luglio 1967) è un ex giocatore di calcio a 5 belga.

## Carriera
Con la Nazionale maschile di calcio a 5 del Belgio, Hernalsteen ha preso parte a due campionati mondiali: nel 1989 i diavoli rossi sono giunti al quarto posto, sconfitti della finalina dagli Stati Uniti, mentre nel 1992 sono stati eliminati nel girone del secondo turno. In totale, ha disputato 51 incontri con la nazionale, realizzando 26 reti.